# Diapetimorpha montezuma
Diapetimorpha montezuma là một loài tò vò trong họ Ichneumonidae.